# Mougins (tổng)
Tổng Mougins là một tổng của Pháp. Tổng này nằm ở tỉnh Alpes-Maritimes trong vùng Provence-Alpes-Côte d'Azur.

## Các đơn vị cấp dưới
Tổng Mougins gồm các xã Mougins, Mouans-Sartoux và La Roquette-sur-Siagne, và một phần của xã Cannet.
| Xã                     | Mougins       | Mouans-sartoux | La Roquette-Sur-Siagne | Le cannet |
| ---------------------- | ------------- | -------------- | ---------------------- | --------- |
| Dân số                 | 19 500 (2005) | 10 267 (2006)  | 4 445 (1999)           |           |
| Mật độ dân số          | 760 hab./km²  | 759 hab./km²   | 704 hab./km²           |           |
| Diện tích              | 25,64 km²     | 13,52 km²      | 6,31 km²               |           |
| Ngân sách (triệu euro) | 74,7          |                |                        |           |

| Ngày bầu cử | Tên                      | Đảng    | Tư cách                                   |
| ----------- | ------------------------ | ------- | ----------------------------------------- |
|             |                          |         |                                           |
| 1988        | M. Roger Duhalde         | RPR-UDF | Thị trưởng của Mougins                    |
| 1994        | M. Roger Duhalde         | RPR-UDF | Thị trưởng của Mougins                    |
| 2001        | Mme Claudine Laurière    | UMP     | Adjointe au Thị trưởng của Mougins        |
| 2008        | Mme Marie-Louise Gourdon | DVE     | Adjointe au thị trưởng của Mouans-Sartoux |

## Biến động dân số
| 1882                                         | 1926 | 1962 | 1968 | 1975 | 1982 | 1990 | 1999   |
|                                              |      |      |      |      |      |      | 42 178 |
| -------------------------------------------- | ---- | ---- | ---- | ---- | ---- | ---- | ------ |
| Số liệu từ năm 1990: Dân số không tính trùng |      |      |      |      |      |      |        |

| Các tổng của huyện Grasse |
| Tổng Antibes-Biot • Tổng Antibes-Centre • Tổng Bar-sur-Loup • Tổng Cagnes-sur-Mer-Centre • Tổng Cagnes-sur-Mer-Ouest • Tổng Cannes-Centre • Tổng Cannes-Est • Tổng Cannet • Tổng Carros • Tổng Coursegoules • Tổng Grasse-Nord • Tổng Grasse-Sud • Tổng Mandelieu-Cannes-Ouest • Tổng Mougins • Tổng Saint-Auban • Tổng Saint-Laurent-du-Var-Cagnes-sur-Mer-Est • Tổng Saint-Vallier-de-Thiey • Tổng Vallauris-Antibes-Ouest • Tổng Vence |